# Sonneveld (musical)
Sonneveld is de (Nederlandse) musical over het leven van cabaretier-zanger-acteur Wim Sonneveld.
De productie ging op 27 oktober 2013 in première in de Stadsschouwburg Utrecht. Albert Verlinde Entertainment produceerde deze voorstelling. De show toerde door het land tot en met 25 april 2014. Op 8 februari 2015 ging de show opnieuw in première, ditmaal in het DeLaMar theater in Amsterdam. Deze vernieuwde versie werd getiteld Sonneveld in DeLaMar en was de eerste gezamenlijke productie van de gefuseerde productiebedrijven Stage Entertainment/Joop van den Ende Theaterproducties en Albert Verlinde Entertainment.

## Verhaal
De musical wil laten zien wie Wim Sonneveld was. Hij was een groot artiest en een gecompliceerd mens. Zijn intense band met Conny Stuart en zijn relatie met twee mannen, Huub Janssen en Friso Wiegersma, staan centraal in dit verhaal.
Speciaal voor de vernieuwde versie in het DeLaMartheater is de rol van Fien de la Mar toegevoegd. Zowel Fien de la Mar als Sonneveld waren in het verleden eigenaar van dit theater. De spanning tussen De la Mar en Sonneveld gaf een extra dimensie aan deze voorstelling. 

## Bezetting
| Rol                | Sonneveld (oktober 2013 t/m april 2014) | Sonneveld in DeLaMar (februari 2015 t/m april 2015) |
| ------------------ | --------------------------------------- | --------------------------------------------------- |
| Wim Sonneveld      | Tony Neef                               | Tony Neef                                           |
| alternate          | -                                       | Paul Groot                                          |
| Conny Stuart       | Mariska van Kolck                       | Mariska van Kolck                                   |
| alternate          | -                                       | Wieneke Remmers                                     |
| Lifter             | Cindy Bell                              | Cindy Bell                                          |
| understudy         | -                                       | Sandra Jonkman                                      |
| Friso Wiegersma    | Thomas Cammaert, Job Bovelander         | Freek Bartels                                       |
| understudy         | -                                       | William Spaaij                                      |
| Huub Janssen       | Jan Elbertse                            | Bill van Dijk                                       |
| Joantine Sonneveld | Sandra Jonkman                          | Sandra Jonkman                                      |
| understudy         | -                                       | Marie Körbl                                         |
| Fien de la Mar     | -                                       | Mariska van Kolck                                   |
| alternate          | -                                       | Wieneke Remmers                                     |

## Creatives
- script: Pieter van de Waterbeemd
- regie: Eddy Habbema
- muzikale supervisie: Ad van Dijk
- muzikale leiding: Bernd van den Bos
- decorontwerp: Jos Groenier
- kostuumontwerp: Maya Schröder
- lichtontwerp: Luc Peumans
- geluidsontwerp: Peter van Kruining
- ontwerp pruiken: Leendert van Nimwegen
- casting: Fons van Kraaij
- technische supervisie: Ed Wielstra
- uitvoerend producent: Wendy Verhappen
- producenten: Albert Verlinde & Jeroen Dona/ Joop van den Ende & Albert Verlinde

## Liedjes
Akte 1
- "Haal het doek maar op"
- "Zo heerlijk rustig"
- "Het hondje van Dirkie"
- "Mijn vader heeft er nooit iets van begrepen"
- "Moeder, ik wil bij de Revue"
- "De zomer van 1910"
- "Matelot"
- "Douce France"
- "Mooi Amsterdam"
- "Catootje"
- "Een zwoele zomernacht"
- "Ik zou met jou"
- "Dat wij verschillen van elkaar"
- "Moeke, daor staait 'n vrieër an de deur"
- "Daar is de orgelman"
- "Aan de Amsterdamse grachten"
- "Wat moet ik doen zonder jou"

Akte 2
- "Ik hoef alleen maar even zo te doen"
- "Ik ben een doodgewone man"
- "Nikkelen Nelis"
- "Zeg maar ja"
- "Tearoom-tango"
- "Marjolijne"
- "Margootje"
- "Lieveling"
- "Ome Thijs (De voetbalpoel)"
- "Josefien"
- "Carolien"
- "Niemand dan wij"
- "Het lachen"
- "Het dorp"

'14-'18 · '40-'45 (België) · '40-'45 (Nederland) · De 3 Biggetjes · 3 Musketiers · Aida · Alice in Wonderland · A xXxmas Carola · Anatevka · Assepoester · Belle en het Beest · Billie Holiday · Bloedbroeders · The Bodyguard · Cabaret · Camelot · Cats · Chicago · Ciske de Rat · Cyrano de Bergerac · De Schone van Boskoop · Daens · Dirty Dancing · Doe Maar! · Domino · Doornroosje · Dracula · Drood · Elisabeth · Evita · Fame · De Finale · Flashdance · Foxtrot · Goodbye, Norma Jeane · Grease · Hair · High School Musical · De Jantjes · Jekyll & Hyde · Jersey Boys · Jesus Christ Superstar · Kadanza · De kleine zeemeermin · Koning van Katoren · Kruimeltje · Kuifje: De Zonnetempel · Kunt u mij de weg naar Hamelen vertellen, mijnheer? · The Last Five Years · Lelies · The Lion King · The Little Mermaid · Love Story · Lover of Loser · Mamma Mia! · De man van La Mancha · Mary Poppins · Les Misérables · Miss Saigon · Muerto! · De Muze van Rubens · My Fair Lady · On Your Feet! · Op hoop van Zegen · Oorlogswinter · The Passion · Pauline & Paulette · The Phantom of the Opera · Pinokkio · Red Star Line · Rembrandt · Robin Hood · Romeo en Julia, van Haat tot Liefde · De Rozenoorlog · Shhh...it happens! · Shrek · Soldaat van Oranje · Spring Awakening · De sprookjesmusical Klaas Vaak · Sneeuwwitje · The Sound of Music · Tarzan · Titanic · Turks fruit · Urinetown · De Vliegende Hollander · Wat Zien Ik?! · Wicked · The Wild Party · The Wiz · Wickie de viking de musical
    Portaal Musical